# وحيد فاغير

صورة شخصية

وحيد الله "وحيد فاغير (ولد 29 يوليو 2003) هو لاعب كرة القدم الذي يلعب في مركز الأمام ل دوري الدرجة الاولى الالماني نادي شتوتجارت.

## بداية حياته
ولد وحيد الله فاغير في مدينة فيجل بمنطقة سيددانمارك في الدنمارك لأبوين أفغانيين فروا إلى الدنمارك من الحرب الامريكية.

### فيجل
بدأ فغير مسيرته الكروية مع أكاديمية Vejle BK للشباب في عام 2009، ووقع أول عقد رسمي له مع الشباب في أكتوبر 2018 في سن 15 عامًا. عند التوقيع، صرح Steen Thychosen ، رئيس Vejle للشباب أن «لديه القليل من» Zlatan «[إبراهيموفيتش.] ، لأنه يؤدي بثقة بالنفس لا تقهر في التدريبات والمباريات». 
في 13 يوليو 2020، ظهر فغير احترافيًا لأول مرة مع Vejle ، حيث حل بديلاً عن Lucas Jensen في الدقيقة 23 في مباراة ضد Kolding IF. في 14 سبتمبر 2020، ظهر لأول مرة في الدوري الدنماركي الممتاز في مباراة ضد AGF.

### في إف بي شتوتغارت
في اليوم الأخير من فترة الانتقالات الشتوية في 31 أغسطس 2021، انتقلت Faghir إلى الدوري الألماني نادي شتوتجارت، حيث وقع عقدا لمدة خمس سنوات. 

## مهنة دولية
لعب فغير دوليًا مع الدنمارك في مستويات أقل من 16 عامًا وأقل من 17 عامًا وأقل من 18 عامًا.

## إحصائيات المهنة
من عدد مباريات اعتباراً من ٢٩ أغسطس ٢٠٢١
| النادي            | موسم            | الدوري                   | الدوري  | الدوري  | الكأس الوطني | الكأس الوطني | كونتيننتال | كونتيننتال | المجموع | المجموع |
| النادي            | موسم            | قسم                      | تطبيقات | الأهداف | تطبيقات      | الأهداف      | تطبيقات    | الأهداف    | تطبيقات | الأهداف |
| ----------------- | --------------- | ------------------------ | ------- | ------- | ------------ | ------------ | ---------- | ---------- | ------- | ------- |
| فيجل              | 2019-20         | الدرجة الأولى الدنماركية | 10      | 3       | 0            | 0            | -          | -          | 10      | 3       |
| فيجل              | 2020 - 21       | الدوري الدنماركي         | 26      | 6       | 4            | 0            | -          | -          | 30      | 6       |
| فيجل              | 2021 - 22       | الدوري الدنماركي         | 7       | 2       | 0            | 0            | -          | -          | 7       | 2       |
| فيجل              | المجموع         | المجموع                  | 43      | 11      | 4            | 0            | 0          | 0          | 47      | 11      |
| في إف بي شتوتغارت | 2021 - 22       | الدوري الالماني          | 0       | 0       | 0            | 0            | -          | -          | 0       | 0       |
| المجموع الوظيفي   | المجموع الوظيفي | المجموع الوظيفي          | 43      | 11      | 4            | 0            | 0          | 0          | 47      | 11      |

## روابط خارجية
- إحصائيات الدوري الدنماركي الرسمية على danskfodbold.com (بالدنماركية)
- وحيد فاغير  على سكروي